# Бон (техніка)

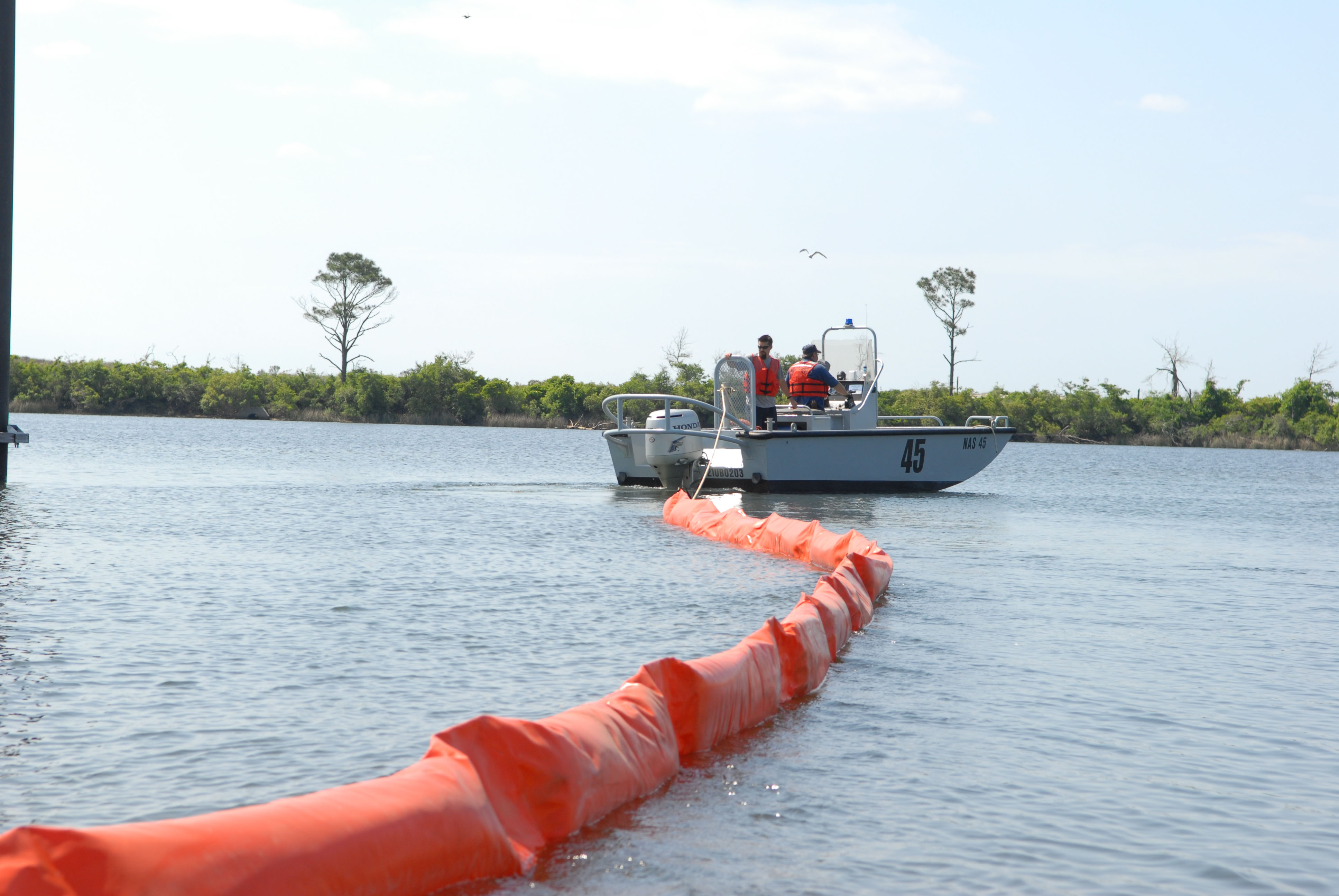
Розгортання бона

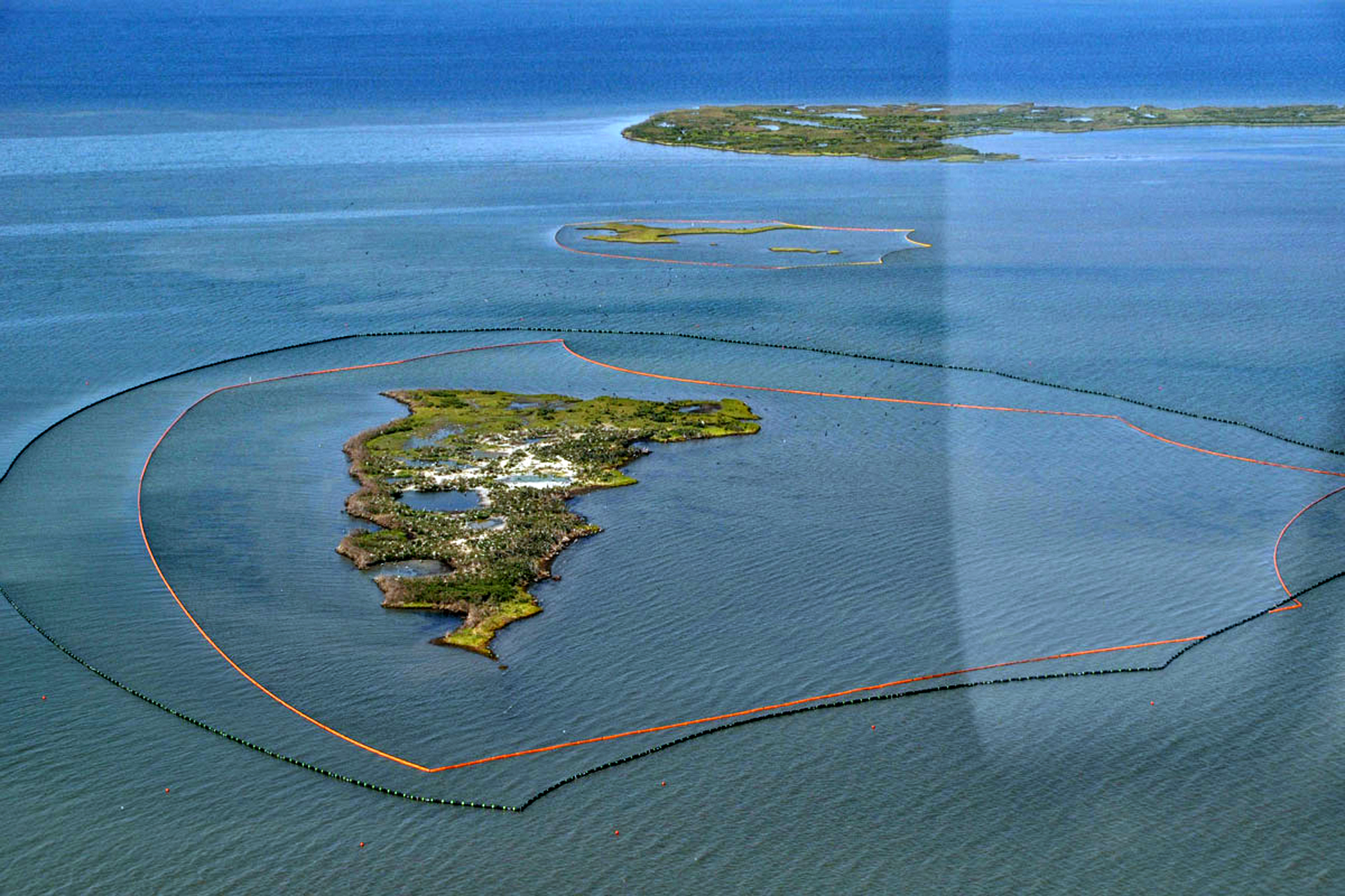
Бони навколо островів перешкоджають попаданню нафти до місць гніздування птахів

Бон, бо́ни (від нід. boom, за іншою версією, від нід. beun, ниж.-нім. buhn), бонові загородження — плавучі загородження, які служать для обмеження поширення будь-чого поверхнею води.
Бонові загородження забезпечують ефективну локалізацію можливих зон розливу та переміщення нафти в акваторії портів, водосховищах, затонах, річках, у відкритому морі, а також їх використовують для огородження нафтоналивних суден у процесі вантажних операцій, тим самим, забезпечуючи надійний захист від забруднення водних акваторій.
Бонові загородження виготовляються зі спеціальної тканини, яка має високу міцність, стійкістю до дії кислот, лугів, нафти та нафтопродуктів. Конструкція з'єднань забезпечує оперативне розгортання бонових загороджень.

## Класифікація
Фахівцями розроблені і виробляються бони наступних модифікацій:
Бони постійної плавучості — загальною заввишки від 830 до 1500 мм. Бони постійної плавучості мають високу міцність на розрив і забезпечують швидкість їх буксирування до 3-х вузлів. Конструкція бонових загороджень забезпечує максимальний опір вітровим і хвильовим навантаженням.
Надувні бонові загородження — належать як до оперативних засобів захисту водойм від забруднення нафтою і нафтопродуктами, так і до стаціонарних загороджень морського призначення. Можуть виготовлятися двоконтурними. Загальна висота — до 830 мм
Аварійні бонові загородження — компактні надувні бонові загородження, призначені для локалізації розливів нафти, які виникають у разі аварії на суднах всіх призначень при переходах по внутрішніх водах і в прибережній зоні морських заток. Висота АБ3 — 400—680 мм.
Припливні бони — призначені для захисту берегових ліній, гаваней і річок з високими припливно-відпливними течіями від розлитої нафти і нафтопродуктів. Припливне бонове загородження також ідеально підходить для використання в водах з маленькою глибиною, де стандартні бони малоефективні. Припливне бонове загородження має спеціальні камери, наповнені водою, які під час відливу формують бар'єр і запобігають проходженню нафти (яку несе течія під боном) на берег або пляж. Бон спливає як тільки глибина води збільшується. Виготовляються загальною заввишки 200 і 300 мм.
Спливаючі бонові загородження — комплекс загороджень знаходиться на дні, після віддаленого запуску перегороджують ділянку за 2-3 хвилини. Не перешкоджає судноплавству. Спливаючі бонові загородження можна використовувати багаторазово.
Боновий скіммер — виконується у вигляді секції надувного бонового загородження завдовжки 3 метри (за бажанням 5 метрів) з вбудованим обладнанням для видалення «спійманої» боновим загородженням плями нафтопродуктів пороговим методом.

## Промислове застосування

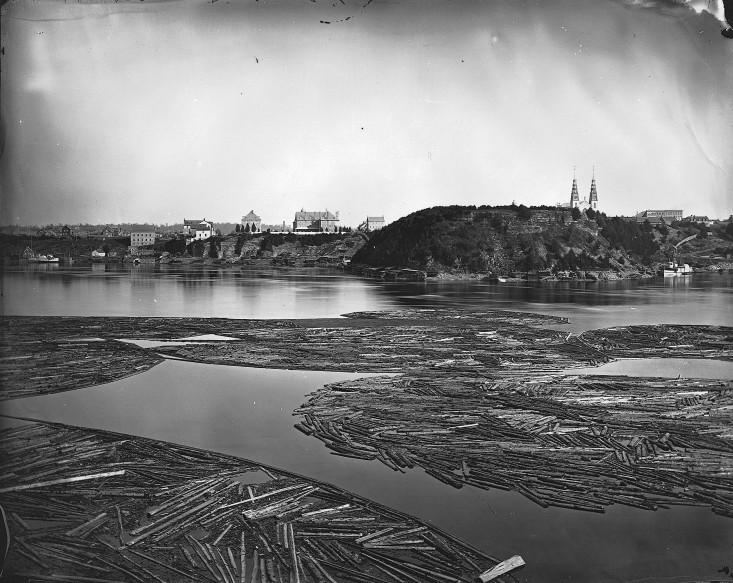
Колоди, затримані бонами на річці Оттава в Канаді

При розливі нафтопродуктів у водоймах бони застосовуються для локалізації плями розливу і тралення плями до місця їх вилучення (сорбції).
При молевом лісосплаві бони застосовуються для спрямування руху лісу, а також для наплавних частин лісостримуючих споруд.

## Військове застосування
Загородження з плавучих колод чи плотів, які захищають вхід у гавань або фарватер від ворожих суден. Широко використовували в античності і середньовіччі на річках з нешвидкою течією, вузьких морських затоках тощо. Для перекриття фарватерів іноді застосовувалися ланцюги (ланцюгові бони).
Залежно від призначення виділяють кілька видів бонів: протичовнові, протикатерні, протиміноносні, протиторпедні. Бон складається з нерухомої частини і розвідної, яка служить для проходу своїх плавзасобів (бонові ворота). Як правило, бон тримають завжди закритим і розводять тільки в момент пропуску своїх кораблів.